# Rhyncomya discrepans
Rhyncomya discrepans är en tvåvingeart som beskrevs av Villeneuve 1927. Rhyncomya discrepans ingår i släktet Rhyncomya och familjen Rhiniidae. Inga underarter finns listade i Catalogue of Life.